# وينستون دان فوغل
وينستون دان فوغل (بالإنجليزية: Winston Dan Vogel)‏ هو موزع أمريكي، ولد في 1943.